# Capsulehotel

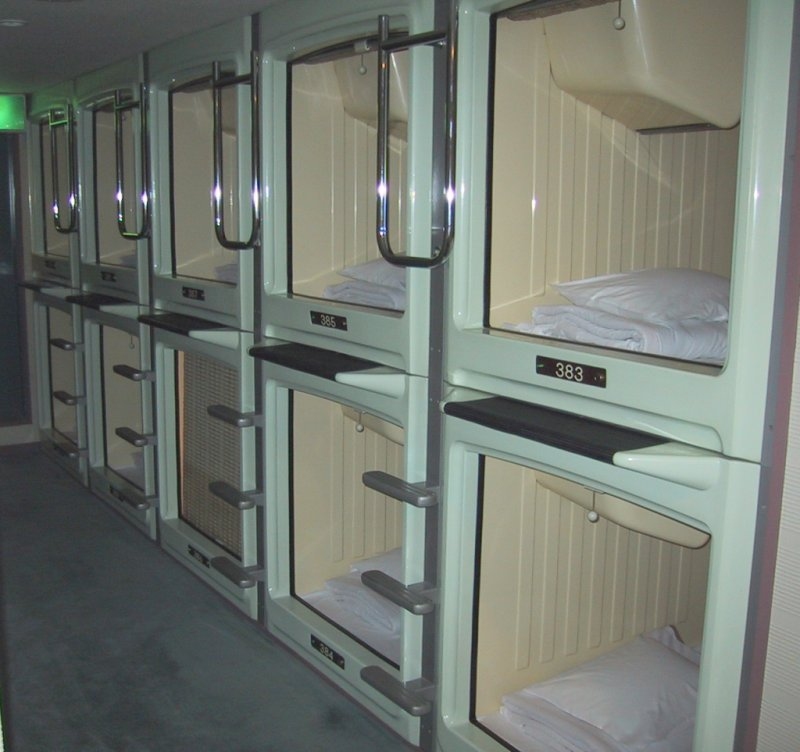
Capsules in Osaka

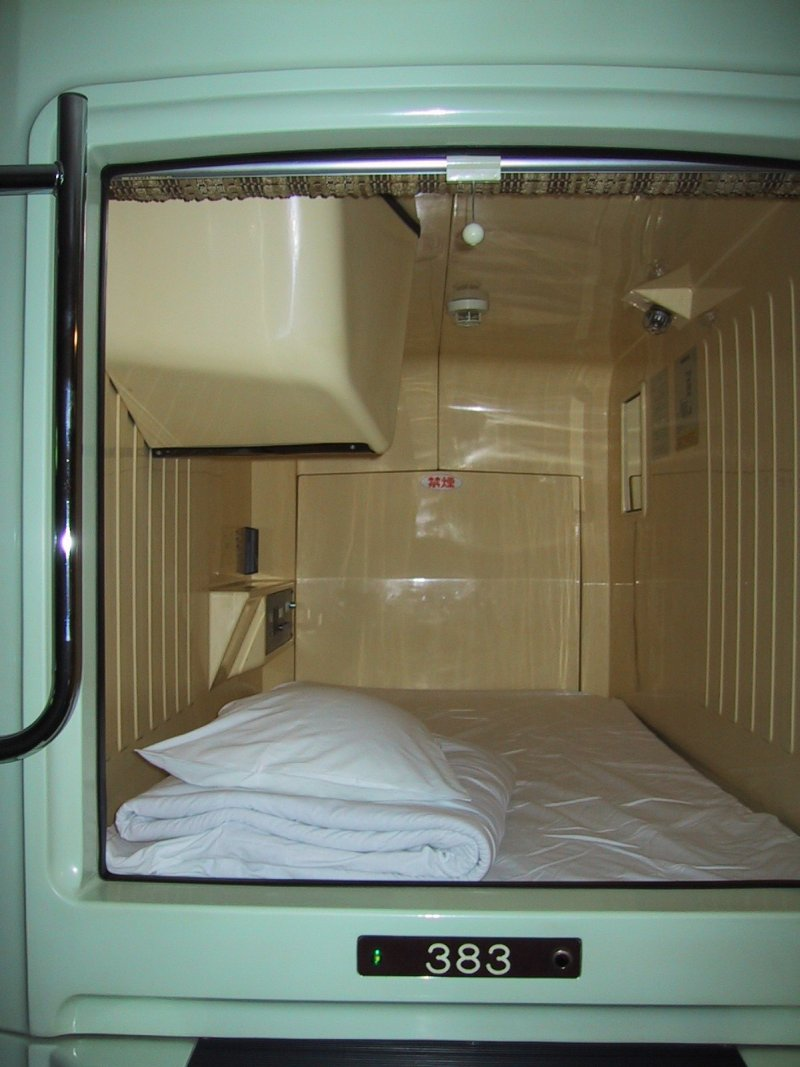
Een capsule, compleet met tv

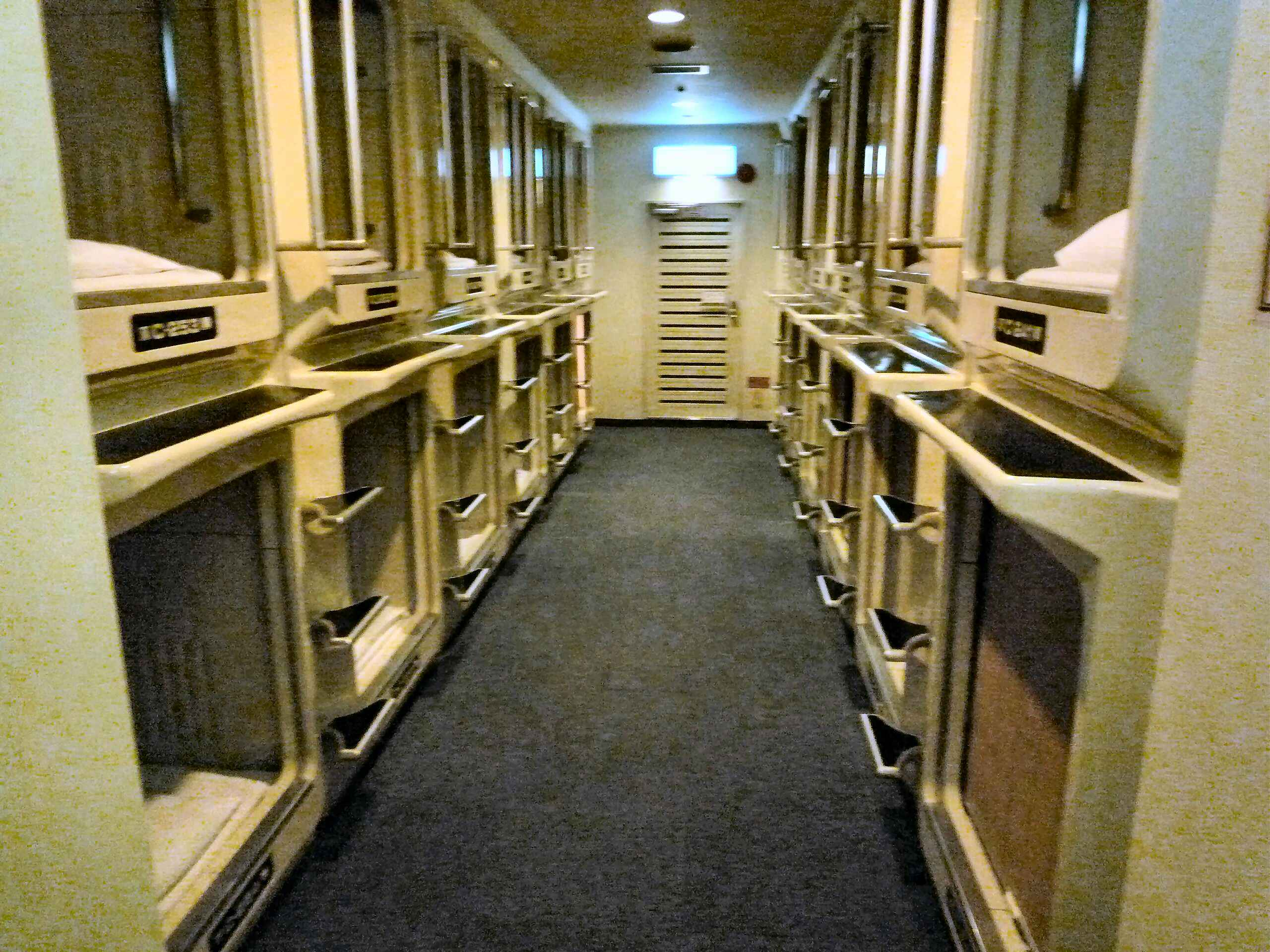
Gang met capsules in een capsulehotel

Een capsulehotel (カプセルホテル, kapuseru hoteru) is een hoteltype dat vooral in Japan in gebruik is. In een capsulehotel slapen de hotelgasten in een soort cel van ongeveer 2 meter lang, 1 meter breed en 1 meter hoog. Er kunnen zo grote groepen in een kleine ruimte worden ondergebracht terwijl elke hotelgast toch de privacy van een eigen 'kamer' heeft.
Een matras bedekt de hele vloer van de ruimte. Meestal kunnen de capsules worden afgesloten door middel van een deur of (rol)gordijn zonder slot. De hokjes zijn boven en naast elkaar geplaatst, soms aan beide zijden van een gang. In veel hotels zijn de capsules voorzien van een televisie, radio, wekker, leeslamp, en airconditioning. Meestal is er geen telefoonaansluiting en zijn er geen wandcontactdozen aanwezig. Voor het opladen van accu's voor camera's, telefoons of laptops en dergelijke  zijn vaak tegen betaling elders in het gebouw laadpunten beschikbaar. 
Behalve de capsule krijgt de gast in het hotel ook de beschikking over een kast(je) in een gemeenschappelijke ruimte om kleding en een kleine koffer/rugzak op te bergen. In uitzonderingsgevallen kan men ook grotere koffers in bewaring geven bij de receptie, soms tegen betaling. Schoenen worden in kastjes bij de ingang van het hotel opgeborgen. De was-/douchegelegenheid is ook in een gemeenschappelijke ruimte waarbij soms een privé wascabine beschikbaar is.
Mannen- en vrouwenafdelingen zijn gescheiden. Zoals in alle Japanse hotels krijgt men de beschikking over een yukata, dat is een soort pyjama of badjas, en slippers om zich binnen of zelfs buiten het hotel te verplaatsen. Soms beschikt het hotel over een (eenvoudig) restaurant dat alleen op bepaalde tijden open is. Veelal zijn er drank- of voedselautomaten en automaten voor wasbenodigdheden en ondergoed aanwezig. 
Het eerste capsulehotel werd in 1979 geopend in Osaka. Vanaf 2007 is er ook een capsulehotel in Londen. In Brussel werd er een in 2014 geopend.